# Jacob Bjerknes
Jacob Aall Bonnevie Bjerknes (Estocolmo, Suecia, 2 de noviembre de 1897; Los Angeles, California, 7 de julio de 1975) fue un meteorólogo estadounidense de origen noruego y uno de los pioneros en el moderno campo del pronóstico meteorológico. Junto con su padre, Vilhelm Bjerknes, también meteorólogo, desarrolló el modelo que explica el origen, intensificación y final decaimiento o disipación (es decir, el ciclo de vida), de los ciclones en las latitudes medias.

## Entorno familiar
Jacob Bjerknes desciende de una familia noruega destacada en el campo de la ciencia en general y de la meteorología en particular. Su padre fue el meteorólogo Vilhelm Bjerknes. Su abuelo paterno fue el matemático y físico también noruego Carl Anton Bjerknes, mientras que su abuelo materno fue Jacob Aall Bonnevie, un político noruego, de quien tomó su nombre.

## Carrera profesional
Bjernes formó parte de un grupo de meteorólogos liderizado por su padre, Vilhelm Bjernes, en la Universidad de Leipzig, Alemania, donde desarrollaron un modelo de los ciclones extratropicales, introduciendo la idea de los frentes, es decir, los límites claramente establecidos entre masas de aire de características diferentes entre sí. Este concepto es conocido como el modelo ciclónico noruego, que es el primer modelo ideado de un ciclón extratropical o ciclón de las latitudes medias.
Bjerknes regresó en 1917 a Noruega, donde su padre había fundado el Instituto Geofísico de la Universidad de Bergen en Bergen. Ambos organizaron una oficina de análisis y previsión meteorológicas que se transformó en 1919 en una Oficina Meteorológica. El equipo académico de Bergen incluía también, además
de padre e hijo, a los meteorólogos suecos Carl-Gustaf Rossby y Tor Bergeron. Como se puntualiza en un artículo por Jacob Bjerknes y Halvor Soldberg (1895-1974) en 1922, la dinámica del frente polar, integrada con el modelo ciclónico, proveen el principal mecanismo de transporte de energía en sentido sur-norte en la atmósfera terrestre. Por este y otros trabajos, a Jacob Bjerknes le fue concedido el Título de Ph. D. (Philosophy Doctor) por la Universidad de Oslo en 1924.
En 1926, Jacob Bjerknes fue meteorólogo asesor cuando Roald Amundsen hizo su primera travesía del Ártico en el dirigible Norge. En 1931 renunció a su posición como director del Servicio Meteorológico Nacional de Bergen para convertirse en profesor de meteorología en el Instituto Geofísico de la Universidad de Bergen. Jacob Bjerknes fue docente del M.I.T. (Instituto Tecnológico de Massachusetts) durante el año lectivo 1933-1934, y emigró a los Estados Unidos en 1940, cuando dirigió una oficina meteorológica para los pronósticos del tiempo atmosférico anexa al departamento de Física de la Universidad de California en Los Ángeles (UCLA). Bjerknes fundó el Departamento de Meteorología en dicha Universidad, ahora transformado en el Departamento de Ciencias Atmosféricas y Oceánicas. Como profesor en esta universidad, fue el primero en relacionar las inusuales altas temperaturas de la superficie oceánica con vientos débiles del este y las intensas lluvias que acompañan esta situación ().
En 1969, Bjerknes ofreció una alternativa de comprensión del fenómeno conocido como la Oscilación meridional de El Niño, al sugerir que un calentamiento inusual en el Pacífico oriental podría debilitar la diferencia de temperatura (de las aguas) entre el este y el oeste, desequilibrando los vientos alisios que son los vientos que empujan las aguas cálidas hacia el oeste. El resultado sería un incremento de aguas cálidas hacia el este, es decir, hacia las costas intertropicales de América del Sur ().

## Distinciones recibidas
- American Geophysical Union  William Bowie Medal (1945)
- Swedish Society for Anthropology and Geography Vega Medal  (1958)
- World Meteorological Organization Award (1959)
- American Meteorological Society Carl-Gustaf Rossby Research Medal (1960)
- National Medal of Science (1966)